# سانت خولیا د سردانیلا
سانت خولیا د سردانیلا (به اسپانیایی: Sant Julià de Cerdanyola) یک شهرستان در اسپانیا است که در بارسلون واقع شده‌است.

## خصوصیات
سانت خولیا د سردانیلا ۱۱٫۶۱ کیلومترمربع مساحت و ۲۵۷ نفر جمعیت دارد و ۶۵۰ متر بالاتر از سطح دریا واقع شده‌است.